# Friedrich Hillegeist

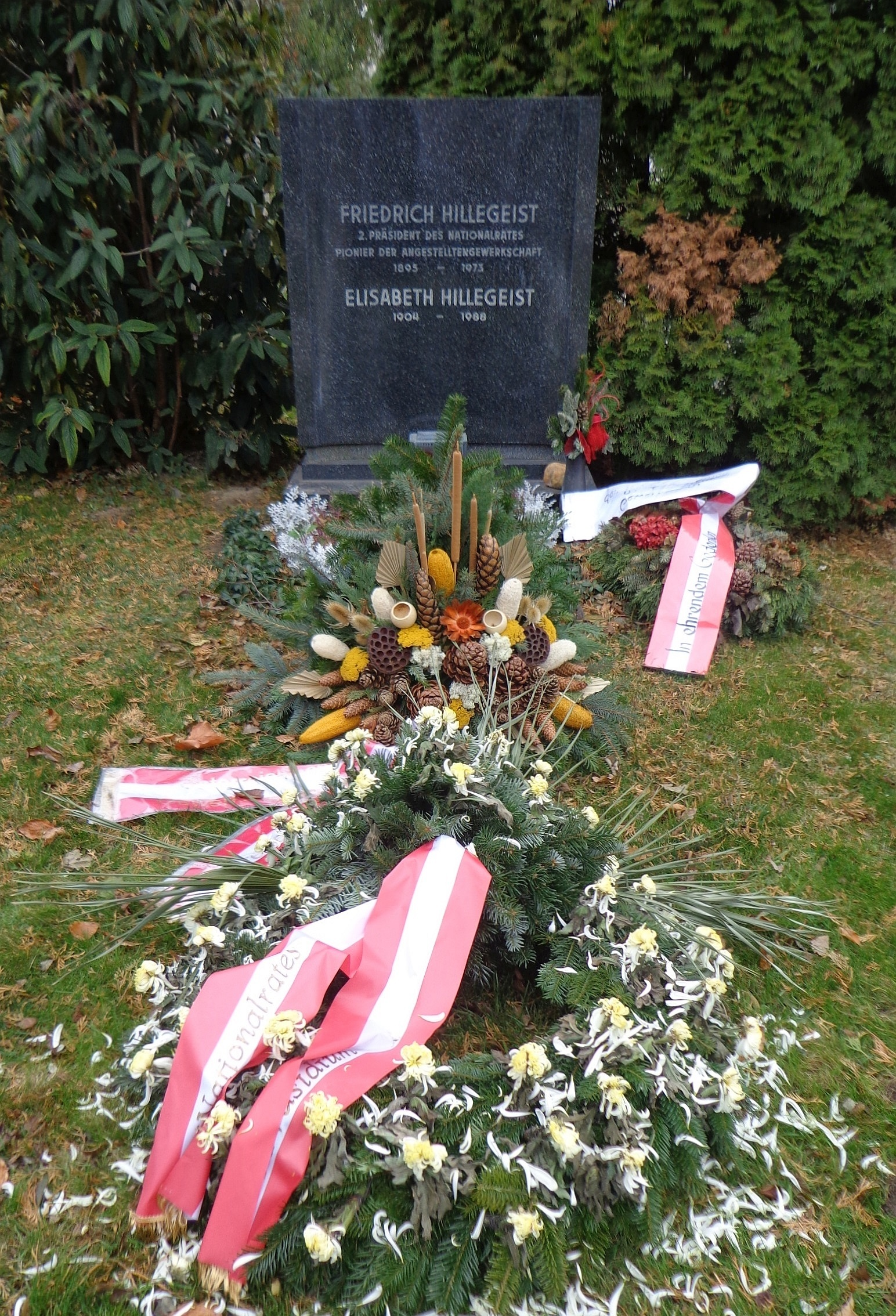
Wiener Zentralfriedhof – Ehrengrab von Friedrich Hillegeist

Friedrich Hillegeist (* 21. Februar 1895 in Wien; † 3. Dezember 1973 in Wien) war ein österreichischer Politiker.

## Leben
Nach dem Besuch der Handelsakademie war Hillegeist von 1913 bis 1929 als Kaufmännischer Angestellter bei den Siemens-Schuckertwerken in Wien tätig. Ab 1929 war er Sekretär des Bundes der Industrieangestellten Österreichs. Er verfasste Gedichte und wurde 1933 Mitglied der Vereinigung sozialistischer Schriftsteller.
Ab 1934 war er Werber für Kleinlebensversicherungen bei der Versicherungsgesellschaft Phönix.
In der Zeit des Nationalsozialismus war er 14 Monate inhaftiert, davon vom 1. September 1939 bis Ende April 1940 im KZ Buchenwald.
Nach Kriegsende engagierte sich Hillegeist wieder in der Gewerkschaftsbewegung: Von 1945 bis 1963 war er Vorsitzender Gewerkschaft der Angestellten in der Privatwirtschaft, 1948 wurde er Obmann der Angestelltenversicherungsanstalt, 1955 Präsident des Internationalen Bundes der Privatangestellten, 1959 Vizepräsident des Österreichischen Gewerkschaftsbundes und Präsident des Hauptverbandes der österreichischen Sozialversicherungsträger. Ab 1962 war er Ehrenvorsitzender des ÖGB.
Von 1945 bis 1962 war er Abgeordneter zum Nationalrat, von 1961 bis 1962 Zweiter Präsident des Nationalrates.
Im 2. Wiener Gemeindebezirk ist die Straße, in der die Hauptstelle der Pensionsversicherungsanstalt ihren Sitz hat, nach ihm benannt.
Ebenfalls nach ihm benannt ist auch die Straße des in Hochegg (Gemeinde Grimmenstein) gelegenen und zur Pensionsversicherungsanstalt gehörigen Rehabilitationszentrum. Die Wiener Parteischule benannte 2024 einen Lehrgang nach Friedrich Hillegeist, womit seinem Leben und politischen Werken gedacht wird.

## Auszeichnungen
- 1956: Großes Ehrenzeichen für Verdienste um die Republik Österreich[1]
- 1962: Großes Silbernes Ehrenzeichen am Bande für Verdienste um die Republik Österreich[1]